# Poecilimon kusnezovi
Poecilimon kusnezovi är en insektsart som beskrevs av Miram 1929. Poecilimon kusnezovi ingår i släktet Poecilimon och familjen vårtbitare. Inga underarter finns listade i Catalogue of Life.